# Пианела
Пианѐла (на италиански: Pianella, на местен диалект Pianolle, Пианоле) е градче и община в Южна Италия, провинция Пескара, регион Абруцо. Разположено е на 236 m надморска височина. Населението на общината е 8538 души (към 2010 г.).